# Oxazolidinone
L'oxazolidinone est un composé organique hétérocyclique qui consiste en un cycle à 5 contenant un atome d'azote et un d'oxygène et substitué par un oxo. Ainsi il existe plusieurs oxazolidinones :

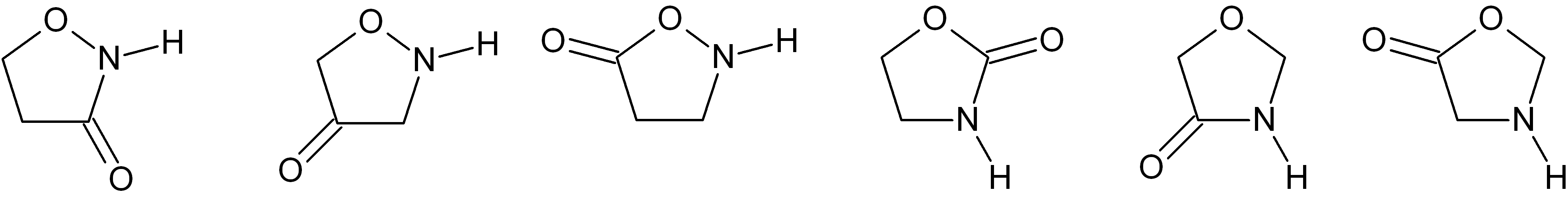
de gauche à droite : 1,2-oxazolidine-3-one, 1,2-oxazolidine-4-one, 1,2-oxazolidine-5-one, 1,3-oxazolidine-2-one, 1,3-oxazolidine-4-one, 1,3-oxazolidine-5-one.

Bien que toutes nommées « oxazolidinone », ces molécules sont de natures et de propriétés différentes. L'1,3-oxazolidine-2-one (couramment appelée 2-oxazolidinone) en particulier est un carbamate cyclique.
On appelle également « oxazolidinones » les composés dérivés (substitués) des différentes oxazolidinones simples. Plusieurs antibiotiques font partie de cette famille : 
- le linézolide ;
- le posizolide ;
- le tédizolide ;
- le radézolide ;
- la cyclosérine.

Le rivaroxaban, un anticoagulant oral, est également une oxazolidinone.